# Prosperidad
Prosperidad est une ville de 1re classe, capitale de la province d'Agusan du Sud aux Philippines. Selon le recensement de 2010 elle est peuplée de 76 628 habitants.

## Barangays
Prosperidad est divisée en 32 barangays.

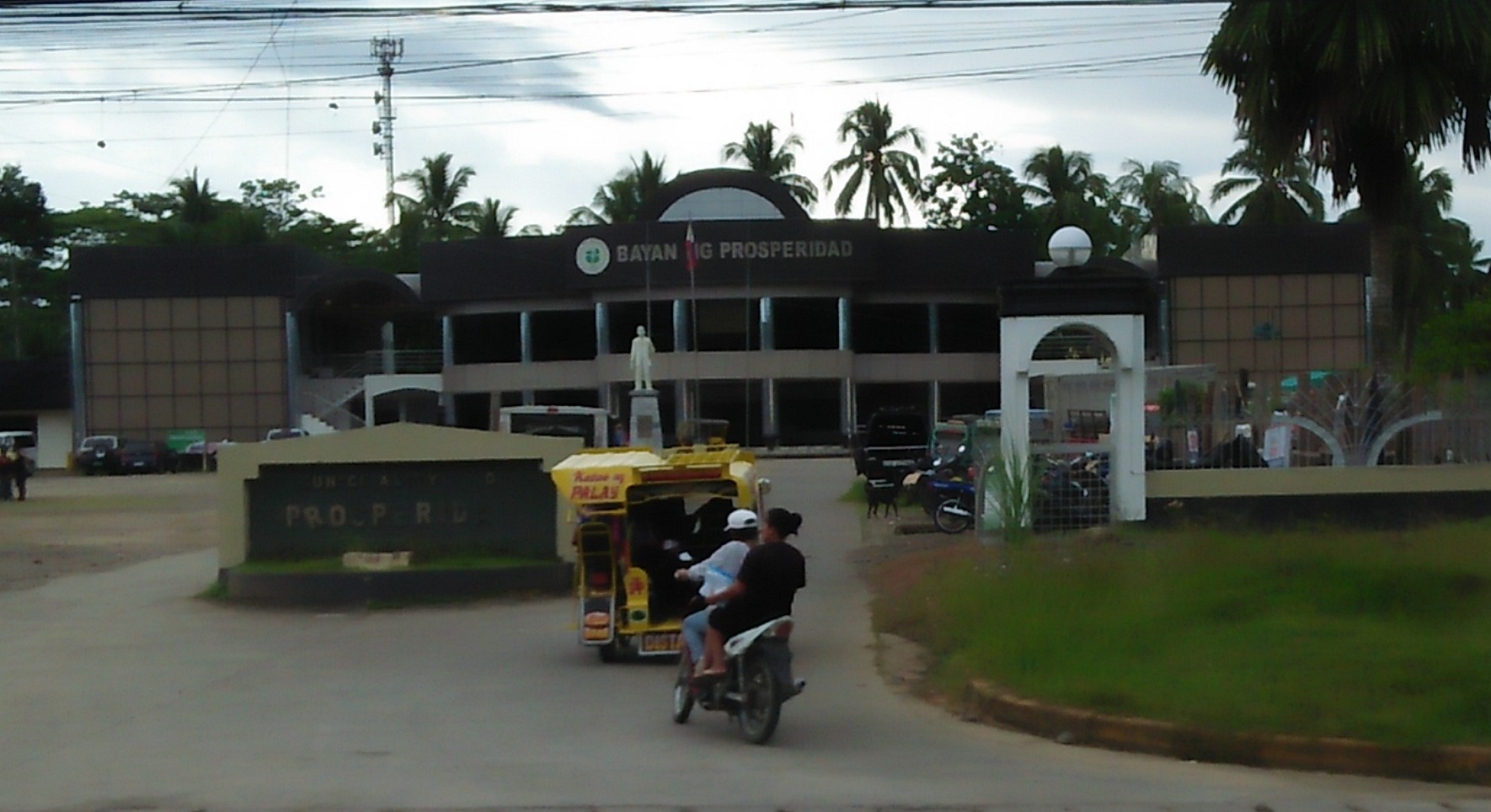
Salle municipale

- Aurora
- Awa
- Azpetia
- Bah-Bah
- La Caridad
- La Suerte
- La Union
- Las Navas
- Libertad
- Los Arcos
- Lucena
- Mabuhay
- Magsaysay
- Mapaga
- New Maug
- Napo
- Patin-ay
- Salimbogaon
- Salvacion
- San Joaquin
- San Jose
- San Lorenzo
- San Martin
- San Pedro
- Pukengkay
- San Rafael
- San Salvador
- San Vicente
- Santa Irene
- Santa Maria
- La Perian
- La Purisima
- San Roque

## Démographie
| Année | Habitants | Évolution |
| ----- | --------- | --------- |
| 1995  | 61 804    | -         |
| 2000  | 70 815    | 14,58 %   |
| 2007  | 75 930    | 7,22 %    |
| 2010  | 76 628    | 0,92 %    |